# Buda (Călărași)
Buda è un comune della Moldavia situato nel distretto di Călărași di 1.084 abitanti al censimento del 2004.

## Località
Il comune è formato dall'insieme delle seguenti località (popolazione 2004):
- Buda (799 abitanti)
- Ursari (285 abitanti)